# Dopisy z války
Dopisy z války (v anglickém originále Ithaca) je americký dramatický film z roku 2015, který režírovala Meg Ryanová podle scénáře Erika Jendresena. Vychází z románu Lidská komedie od Williama Saroyana z roku 1943. Film vypráví příběh o dospívání, náhlých životních změnách, sladkosti života, bolesti smrti a čiré dobrotě, která přebývá v každém z nás. V hlavních rolích se představili Alex Neustaedter, Jack Quaid, Meg Ryanová, Sam Shepard, Hamish Linklater a Tom Hanks. Film byl uveden do kin 9. září 2016 společností Momentum Pictures.

## Děj
Film se odehrává v roce 1942 v malém fiktivním městečku Ithaca v Kalifornii. Čtrnáctiletý Homer Macauley žije se svou ovdovělou matkou Katie, starší sestrou Bess a čtyřletým bratrem Ulyssesem. Jeho otec Matthew nedávno zemřel a starší bratr Marcus odešel bojovat do druhé světové války, stejně jako většina mladých mužů z města.
Homer se rozhodne nastoupit do práce jako poslíček telegramů u místní pobočky Postal Telegraph, aby finančně podporoval svou rodinu. Jeho cílem je stát se nejlepším a nejrychlejším doručovatelem telegramů na kole. V práci se setkává s dobrosrdečným vedoucím Tomem Spanglerem a přátelským, ale k alkoholu náchylným telegrafistou Williem Groganem. Homer musí často kontrolovat, zda je Willie při vědomí, a budit ho studenou vodou a silnou kávou. Hned první telegram, který Homer doručuje, je určen Hispánce, která neumí anglicky číst. Když jí telegram nahlas čte, zjišťuje, že obsahuje zprávu od ministra obrany o smrti jejího syna ve válce. Postupem času Homer doručuje obyvatelům Ithacy různé telegramy – zprávy o lásce, naději, bolesti i smrti. Jeho matka Katie mezitím "vídává" svého zesnulého manžela Matthewa.
Marcus rodině pravidelně píše dopisy o svém životě ve válce a připomíná Homerovi, že je teď hlavou rodiny. Homer závidí svému malému bratru Ulyssesovi jeho bezstarostnost a nevědomost o válce. Jednou v noci se Homer probouzí z noční můry a následující den se svěřuje matce se svou závistí vůči Ulyssesově nebojácnosti. Téhož dne i malý Ulysses zažije děsivý moment, když uvidí výlohu s figurínou, která je napůl člověk, napůl stroj.
Jednoho dne Homer nachází Willieho Grogana mrtvého v telegrafní kanceláři. Willie před smrtí stihl napsat poslední telegram – zprávu, které se Homer od bratrova odchodu nejvíce obával. K domu Macauleyových přichází Toby George, Marcusův spolubojovník, aby rodině osobně oznámil Marcusovu smrt. Rodina v tichém pochopení pozve Tobyho dál. Pro Homera, který předtím prohlásil, že se uzavře před světem, pokud jeho bratr ve válce zemře, znamená tato zpráva definitivní konec dětství a nevinnosti.